# Dylan Sprayberry
Dylan Muse Sprayberry (Houston, 7 de julho de 1998) é um ator norte-americano. Ele é conhecido por atuar como Clark Kent em sua versão criança no filme Man of Steel (2013) e também na série de televisão Glee, interpretando a versão criança Cooper Anderson. Ele trabalhou também na série de sucesso Teen Wolf da MTV, como o lobisomem beta Liam Dunbar.

## Biografia
Sprayberry frequentou a "West University Elementary School", localizada na cidade de Houston no Texas, até seus oito anos quando ele e sua família se mudaram para a cidade de Los Angeles na Califórnia, onde ele e a irmã mais nova chamada de: Ellery Sprayberry, trabalham em séries e filmes.
Na sua aparência física, ele é notório pelos seus marcantes olhos azuis claros naturais.

## Carreira
Em 2007, Sprayberry começou a atuar desde que ele tinha nove anos de idade, depois dele e da família mudarem para a cidade de Los Angeles na Califórnia, começando como um valentão no filme The Sunday Man. Entre os seus trabalhos, ele apareceu como convidado na Nickelodeon, no seriado iCarly, Glee, Criminal Minds e na série MADTV. 
Em 2013, Dylan também trabalhou no filme de ação Man of Steel, dirigido por Zack Snyder, onde ele interpretou a versão garoto do personagem principal Clark Kent, onde a versão principal crescida do personagem foi interpretada pelo ator Henry Cavill. Por sua atuação no filme, Sprayberry foi indicado em Saturn Award for Best Performance by a Younger Actor 2013, porém não ganhou o troféu; que acabou ficando com a atriz Chloë Grace Moretz que saiu campeã devido a sua atuação no filme Carrie (2013), dirigido por Kimberly Peirce.
Em 2014, o Dylan Sprayberry fez o teste para o papel especial de uma versão adolescente do querido lobisomem Derek Hale (interpretado originalmente por Tyler Hoechlin) na série de televisão "Teen Wolf" da MTV, porém não acabou ficando com o papel por que o acharam muito novo para o papel, que acabou ficando com o ator Ian Nelson. Logo depois, o Sprayberry foi chamado para fazer o papel do seu personagem "Liam Dunbar", um garoto novato na escola que tem diagnóstico de transtorno explosivo intermitente (ou "TEI"), que foi expulso da escola particular que estudava por em um ataque de fúria destruir o veículo do treinador de lacrosse, durante a 4ª temporada de Teen Wolf.
Em Julho de 2014, a MTV promoveu Dylan como parte do personagem fixo principal da 5ª temporada da série de televisão "Teen Wolf" da MTV, e ele ficou até o final da sexta temporada, última parte do projeto concluído em 2017. Foi na série da MTV, que o Dylan Sprayberry ganhou muito destaque, ao interpretar o lobisomem beta Liam Dunbar, o primeiro lobisomem criado por Scott McCall (interpretado por Tyler Posey). Na trama, Sprayberry acabou fazendo fazendo par romântico na ficção com a atriz estadunidense Victoria Moroles, a intérprete de "Hayden" no projeto.

## Filmografia

### Filmes
| Ano  | Título                                  | Personagem     | Notas                                        |
| ---- | --------------------------------------- | -------------- | -------------------------------------------- |
| 2007 | The Sunday Man                          | Bully          |                                              |
| 2007 | My Father                               | Steven         | Versão criança do personagem                 |
| 2008 | Spaced                                  | Goat           | Versão criança do personagem                 |
| 2008 | Soccer Mom                              | Sam            |                                              |
| 2009 | The Honeysting                          | Andy Wilder    |                                              |
| 2009 | Chasing a Dream                         | John Van Horn  | Versão criança do personagem                 |
| 2009 | Land of the Lost                        | Tar Pits       | Versão criança do personagem; não creditado  |
| 2009 | Reconciliation                          | Grant          | Versão criança do personagem                 |
| 2009 | Old Dogs                                | Cute Soccer    | Versão criança do personagem                 |
| 2009 | The Three Gifts                         | Mike           |                                              |
| 2010 | Seamus and Magellan                     | Sam            |                                              |
| 2010 | Bedrooms                                | Max            |                                              |
| 2011 | Spooky Buddies                          | Rodney         |                                              |
| 2011 | Shuffle                                 | Lovell         | Versão criança do personagem                 |
| 2013 | Man of Steel                            | Clark Kent     | Versão criança do personagem de Henry Cavill |
| 2013 | Cry of the Butterfly                    | Homeless Child |                                              |
| 2014 | "PAW Patrol/Frozen"                     | Chase          |                                              |
| 2016 | Vanished: Left Behind - Next Generation | Flynn          |                                              |

### Televisão
| Ano         | Título                             | Personagem      | Notas                                                                                                |
| ----------- | ---------------------------------- | --------------- | --- |
| 2008        | iCarly                             | Matthew         | Episódio: iHave a Lovesick Teacher                                                                   |
| 2008        | MADtv                              | Tyler           | Episódio: #14.2                                                                                      |
| 2008        | Criminal Minds                     | Sam Cunningham  | Episódio: Brothers in Arms                                                                           |
| 2008-09     | Tracey Ullman's State of the Union | Jesse           | Episódio: #1.1; #2.5                                                                                 |
| 2012        | Glee                               | Cooper Anderson | Versão criança Episódio: Big Brother                                                                 |
| 2012        | Common Law                         | Hunter          | Episódio: Ride-Along                                                                                 |
| 2014 - 2017 | Teen Wolf (telessérie de 2011)     | Liam Dunbar     | Quarta Temporada (recorrente) Quinta Temporada (elenco principal) Sexta temporada (elenco principal) |